# Holger Ziegeler
Holger G. Ziegeler  (Ratisbona, 20 de junio de 1961) es un físico y diplomático alemán.

## Biografía
Estudió matemáticas, física y lingüística general en la Universidad de Ratisbona, la Universidad de Viena y como becario Fulbright en la Universidad Estatal de Ohio. Obtuvo un máster en ciencias en 1984 y el título de Diplom-Physiker en 1987. Después de investigar en física de partículas, se dedicó a la inteligencia artificial (redes neuronales, ingeniería del conocimiento, hipertexto) como parte de su trabajo para Siemens Austria (1987–1992).
En 1992 ingresó al servicio diplomático alemán, cumpliendo funciones en Alemania, Paraguay, Estados Unidos, Etiopía e Yibuti. Entre 2007 y 2011, trabajó en políticas multilaterales al desarrollo con el Grupo del Banco Mundial. Desempeñó un papel decisivo en la creación de la Infrastructure Crisis Facility de la CFI, e inició los lineamientos del gobierno alemán como articular la globalización con potencias emergentes.
En 2011 coordinó la Conferencia Internacional sobre Afganistán en Bonn. 
Luego fue nombrado en 2012 director del Centro de Información Alemán en Washington D. C. y en 2013 representante especial para alianzas económicas internacionales en la Federación de Industrias Alemanas (BDI). En 2014 regresó al Ministerio de Asuntos Exteriores como jefe de promoción económica internacional.
En 2016 fue designado cónsul general de Alemania en Yeda (Arabia Saudita) y además, a partir de 2018, representante especial ante la Organización para la Cooperación Islámica. En 2020 asumió como cónsul general en Karachi (Pakistán). Desde 2022 dirigió la estrategia de digitalización y la política nacional de digitalización en su ministerio en Berlín, donde inició la Carta de IA, publicada en febrero de 2025. Se jubiló en 2025.